# 1820er
Portal Geschichte | Portal Biografien | Aktuelle Ereignisse | Jahreskalender | Tagesartikel

◄ |
18. Jh. |
19. Jahrhundert
| 20. Jh. | ►

◄ |
1790er |
1800er |
1810er |
1820er
| 1830er | 1840er | 1850er | ►

1820 |
1821 |
1822 |
1823 |
1824 |
1825 |
1826 |
1827 |
1828 |
1829

## Ereignisse
- 1821: Napoleon Bonaparte stirbt auf St. Helena. Dom Pedro erklärt die Unabhängigkeit Brasiliens.
- 1821 bis 1829: Griechische Revolution.

Kultur
- 1822: E. T. A. Hoffmann stirbt.
- 1827: Ludwig van Beethoven stirbt.
- Lew Tolstoj und Fjodor Dostojewski werden geboren.

Wissenschaft
- Niépce: erste Fotografie
- Josef Ressel: Schiffsschraube
- Onésiphore Pecqueur: Differentialgetriebe für Fahrzeuge
- Stockton and Darlington Railway: Erste öffentlich zugängliche Eisenbahnstrecke
- Antoine-Jérôme Balard: Entdeckung von Brom

## Persönlichkeiten
- Ludwig XVIII., König von Frankreich
- Karl X., König von Frankreich
- Marie-Joseph Motier, Marquis de La Fayette, französischer Politiker
- Franz II., Kaiser in Österreich-Ungarn, letzter Kaiser des Heiligen Römischen Reiches
- Ferdinand VII., König von Spanien
- Friedrich Wilhelm III., König von Preußen
- Pius VII., Papst
- Leo XII., Papst
- Alexander I., Zar in Russland
- Nikolaus I., Zar in Russland
- Georg IV., König des Vereinigten Königreiches von Großbritannien und Irland
- Robert Banks Jenkinson, 2. Earl of Liverpool, Premierminister des Vereinigten Königreiches von Großbritannien und Irland
- Charles Grey, 2. Earl Grey, Premierminister des Vereinigten Königreiches von Großbritannien und Irland
- Arthur Wellesley, 1. Duke of Wellington, General und Premierminister des Vereinigten Königreiches von Großbritannien und Irland
- James Monroe, Präsident in den Vereinigten Staaten
- John Quincy Adams, Präsident in den Vereinigten Staaten
- Fath Ali Schah, Schah in Persien
- Ninkō, Kaiser von Japan
- Daoguang, Kaiser von China